# John Bulmer
John Bulmer (Herefordshire, 28 febbraio 1938) è un fotografo inglese. Noto principalmente per aver introdotto l'uso del colore nel fotogiornalismo.

## Biografia
John Bulmer da adolescente fu un grande ammiratore di Henri Cartier-Bresson. Bulmer studiò ingegneria a Cambridge, dove ha sviluppato il suo interesse per la fotografia costruendo persino il suo ingranditore. Mentre era ancora studente, ha pubblicato fotografie su Varsity e una rivista da lui co-fondata, Image ed ha realizzato servizi fotografici per il Daily Express e per le riviste Queen e Life.
Nel 1962 gli fu chiesto di lavorare per la sezione colore del Sunday Times. All'epoca, la maggior parte dei fotoreporter considerava commerciale la fotografia a colori e la pellicola a colori era difficile da lavorare poiché era più lenta rispetto a quella in bianco e nero e aveva una minore latitudine di posa.
Bulmer lasciò il Sunday Times nel 1973 dopo aver realizzato un servizio sulla Corea del Nord.
Successivamente divenne direttore di fotografia per il cinema dove la sua carriera è continuata fino alla metà degli anni 2000, quando si è ritirato e si è dedicato alla digitalizzazione e alla catalogazione delle sue prime fotografie. 

## Pubblicazioni
- Northern Soul: John Bulmer's Images of Life and Times in the 1960s. Overton: National Coal Mining Museum for England, 2010. National Coal Mining Museum for England publications, 10. ISBN 1872925154
- The North. Liverpool: Bluecoat Press, 2012. ISBN 9781908457080
- Wind of Change. Liverpool: Bluecoat Press, 2014. ISBN 978-1908457226
- A Very English Village. Liverpool: Bluecoat Press, 2021. With text by Martin Page. ISBN 9781908457639